# Nystalea xylophasioides
Nystalea xylophasioides är en fjärilsart som beskrevs av Butler 1878. Nystalea xylophasioides ingår i släktet Nystalea och familjen tandspinnare. Inga underarter finns listade i Catalogue of Life.